# Liste der Kulturdenkmale in Rohrbach (bei Saalfeld)
In der Liste der Kulturdenkmale in Rohrbach sind alle Kulturdenkmale der thüringischen Gemeinde Rohrbach (Landkreis Saalfeld-Rudolstadt) und ihrer Ortsteile aufgelistet (Stand: 12. Februar 2013).

## Rohrbach
| Bild            | Bezeichnung | Lage          | Datierung | Beschreibung | ID |
| --------------- | ----------- | ------------- | --------- | ------------ | -- |
| Fotos hochladen | Wohnhaus    | Ortsstraße 12 |           |              |    |

## Quelle
- Denkmalliste des Landkreises Saalfeld-Rudolstadt. (PDF; 632 kB) kreis-slf.de